# Orchetypus
Orchetypus is een geslacht van rechtvleugeligen uit de familie Chorotypidae. De wetenschappelijke naam van dit geslacht is voor het eerst geldig gepubliceerd in 1898 door Brunner von Wattenwyl.

## Soorten
Het geslacht Orchetypus omvat de volgende soorten:
- Orchetypus ceylonicus Karsch, 1889
- Orchetypus rotundatus Brunner von Wattenwyl, 1898
- Orchetypus rugifrons Waterhouse, 1914